# MacKenzie Boyd-Clowes
MacKenzie Boyd-Clowes (Toronto, 13 juli 1991) is een Canadees schansspringer. Hij nam driemaal deel aan de Olympische Winterspelen. 

## Carrière
Boyd-Clowes maakte zijn debuut in de wereldbeker in het seizoen 2008/2009. Bij zijn eerste wedstrijd in Vancouver werd hij 42e. Hij behaalde tot op heden geen podiumplaatsen in een wereldbekerwedstrijd.
In 2010 nam Boyd-Clowes een eerste keer deel aan de Olympische Winterspelen. In Vancouver nam hij enkel deel aan de teamwedstrijd. Het Canadese viertal eindigde op de twaalfde en laatste plaats. Ook in 2014 kon Boyd-Clowes zich plaatsen voor de Olympische winterspelen. Op de normale schans eindigde hij op de 25e plaats. Enkele dagen later sprong hij op de grote schans naar de 37e plaats. 
Op de Olympische Winterspelen 2018 in Pyeongchang deed hij iets beter op beide schansen: op de grote schans eindigde hij 21e, op de normale schans sprong hij naar plaats 26. 

## Belangrijkste resultaten

### Olympische Winterspelen
| Jaar | Plaats      | Resultaten                                              |
| ---- | ----------- | ------------------------------------------------------- |
| 2010 | Vancouver   | 12e landenwedstrijd                                     |
| 2014 | Sotsji      | 37e normale schans 25e grote schans 12e landenwedstrijd |
| 2018 | Pyeongchang | 26e normale schans 21e grote schans                     |

### Wereldkampioenschappen schansspringen
| Jaar | Plaats  | Resultaten                                                             |
| ---- | ------- | ---------------------------------------------------------------------- |
| 2009 | Liberec | 46e grote schans                                                       |
| 2011 | Oslo    | 39e grote schans                                                       |
| 2017 | Lahti   | 39e normale schans 38e grote schans 12e landenwedstrijd normale schans |

### Wereldkampioenschappen skivliegen
| Jaar | Plaats                   | Resultaten                |
| ---- | ------------------------ | ------------------------- |
| 2012 | Vikersund                | 36e individuele wedstrijd |
| 2014 | Harrachov                | 30e individuele wedstrijd |
| 2016 | Tauplitz/Bad Mitterndorf | 27e individuele wedstrijd |
| 2018 | Oberstdorf               | 36e individuele wedstrijd |

### Wereldbeker
Eindklasseringen
| Seizoen   | Algm | SV  | 4S  | RAW |
| --------- | ---- | --- | --- | --- |
| 2010/2011 | 71e  | -   | -   |     |
| 2011/2012 | 68e  | -   | 42e |     |
| 2012/2013 | 55e  | 34e | 62e |     |
| 2013/2014 | 55e  | 16e | 43e |     |
| 2015/2016 | 44e  | 22e | 56e |     |
| 2016/2017 | 41e  | -   | 40e | 56e |
| 2017/2018 | 47e  | -   | 47e | 41e |
| 2018/2019 | 51e  | 40e | 47e | 34e |
| 2019/2020 | 50e  | -   | 40e | 49e |

### Grand-Prix
Eindklasseringen
| Jaar | Plaats |
| ---- | ------ |
| 2011 | 43e    |
| 2012 | 47e    |
| 2013 | 47e    |
| 2016 | 36e    |